# Богородице-Рождественский собор (Суздаль)
Собор Рождества Пресвятой Богородицы — православный храм в городе Суздале Владимирской области, на территории Суздальского кремля. Главный храм средневекового Суздаля, построенный из белого камня в начале XIII века; верхняя часть перестроена из кирпича в 1528—1530 годах. Один из архитектурных памятников Владимиро-Суздальского княжества, признанных Всемирным наследием.
Храм находится в введении Владимиро-Суздальского музея-заповедника, используется совместно с Владимирской епархией Русской православной церкви (приписан к Спасо-Евфимиеву монастырю). Во время богослужений вход свободный, в остальное время — платный.

## История

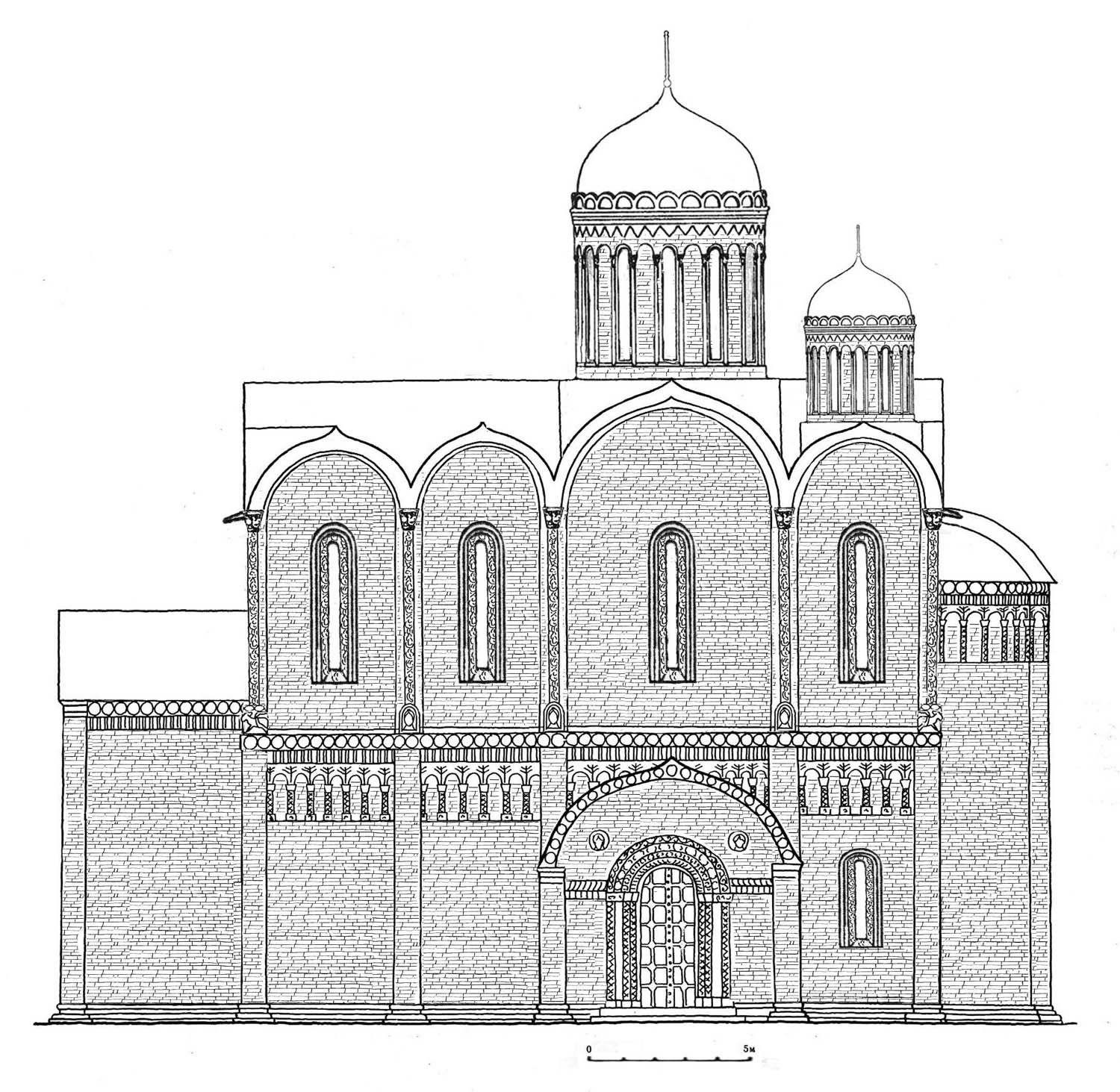
Сергей Заграевский. Реконструкция первоначального вида Суздальского собора начала XIII века

Постройка первого собора относится к началу XII века, ко времени княжения Владимира Мономаха. Здание было построено из плинфы киевскими мастерами.
По версии Георгия Вагнера, уже в 1148 году собор был разобран, после чего возведён заново, но не из плинфы, а из бутового камня. Николай Воронин и Сергей Заграевский отрицали существование собора 1148 года.
Как сообщает Лаврентьевская летопись, в 1222 году по приказу Юрия Всеволодовича обветшавшее здание было разобрано, а на его месте за три года построено новое, простоявшее до XV века. По сохранившимся нижним частям этого собора можно судить, что он был трехнефным, шестистолпным, трехапсидным, трехпритворным.
Академик Российской академии художеств Сергей Заграевский показывал, что строительством этого собора и других крупных белокаменных храмов эпохи великого князя Юрия Всеволодовича руководил удельный князь Юрьева-Польского Святослав Всеволодович.
В 1445 году Суздаль сожгли казанские татары. В результате пожара обрушилась верхняя часть собора.
В 1528 году Геннадий, епископ Суздальский, получил от великого князя Василия III, отца Ивана Грозного, позволение на перестройку соборной церкви. В результате старые стены были разобраны до аркатурного пояса с женскими масками и заменены кирпичными. Прежде трёхглавый собор получил пятиглавое завершение и в XVII веке был расписан изнутри.
Таким образом, до наших дней собор дошёл с большими изменениями. Его нижняя часть относится к XIII веку, верхняя — к XVI. В интерьере сохранилась роспись стен XIII, XV, XVII веков.
В 1233 году собор был украшен фресковой живописью ростовскими или суздальскими мастерами епископа Кирилла. Фрагменты этой росписи были открыты в 1938 году. Самая важная часть находки — изображение двух старцев в верхней части южной апсиды.
Собор находится в центре кольца земляных валов, в излучине реки Каменки. Храм неоднократно горел.
В соборе похоронены сыновья князя Юрия Долгорукого, князья из рода Шуйских и другие.
Западные и южные врата Рождественского собора в Суздале — выдающийся памятник русского прикладного искусства первой трети XIII века. Врата состоят из деревянной основы, обитой медными листами, и украшены изображениями, выполненными в технике «огневого золочения». Западные врата содержат сцены христологического цикла и частично — богородичного, тогда как южные врата — в основном, деяния ангелов и в особенности архистратига Михаила.

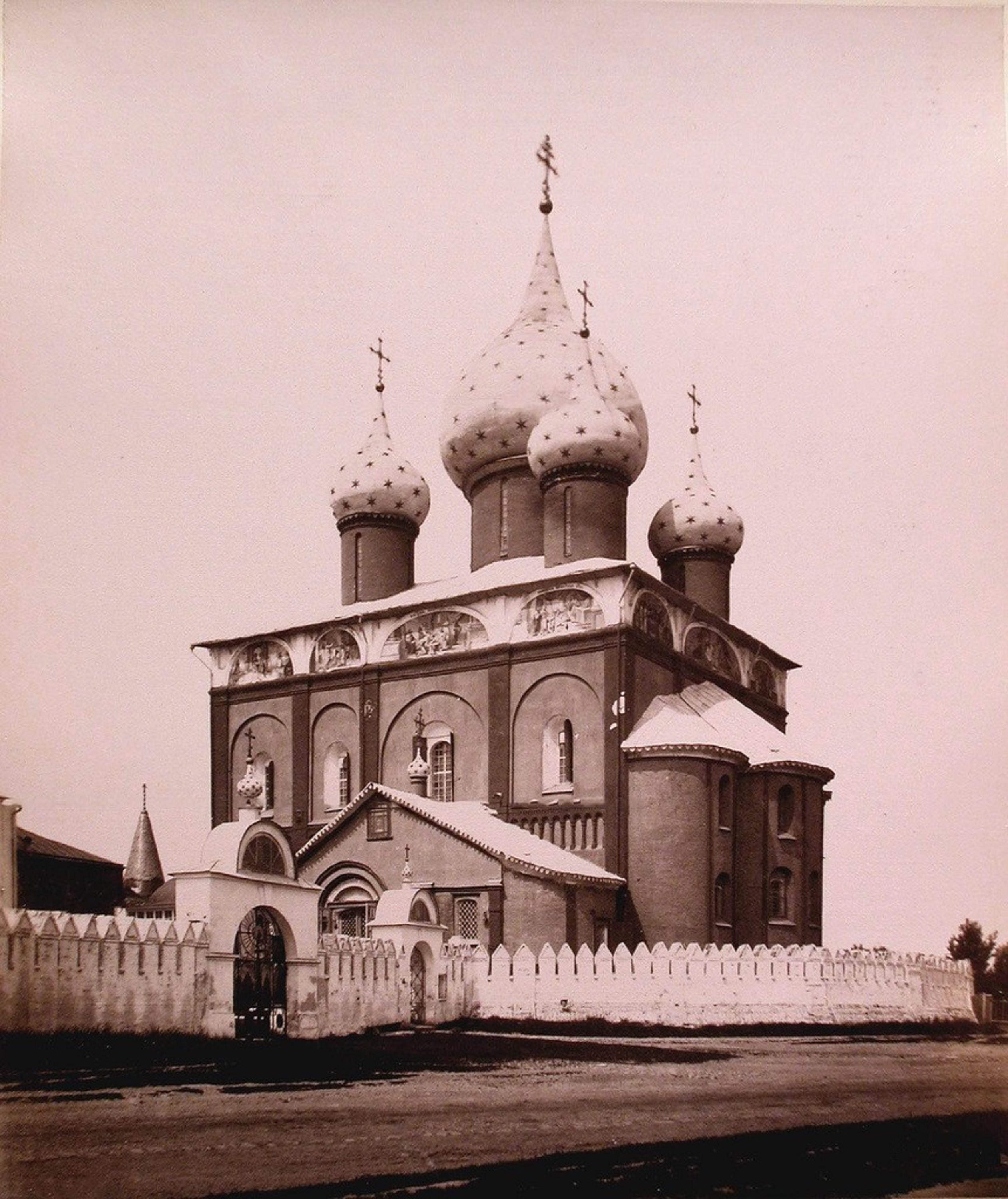
Собор в начале 1880-х годов
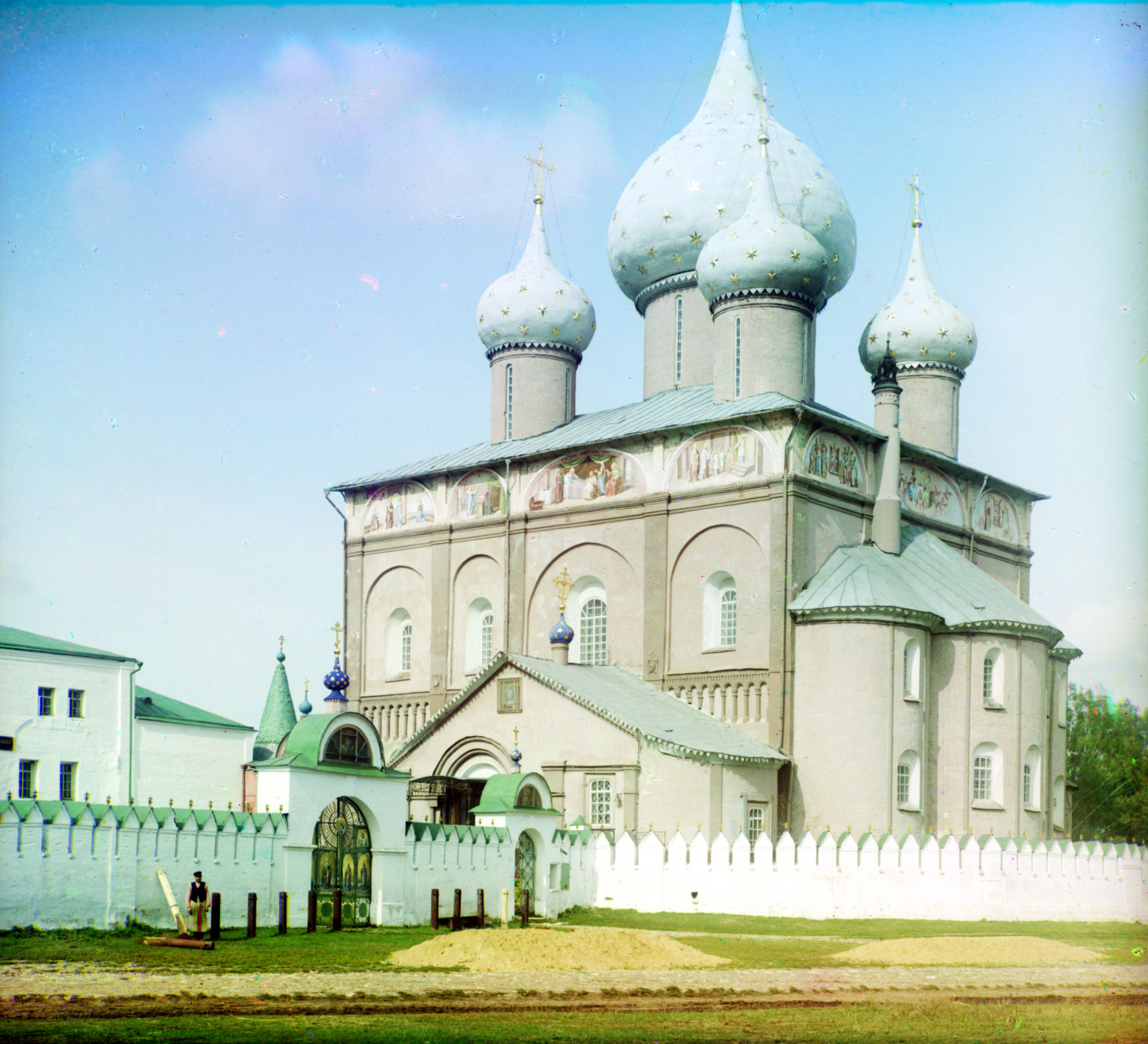
Фотография С. М. Прокудина-Горского, 1912 год
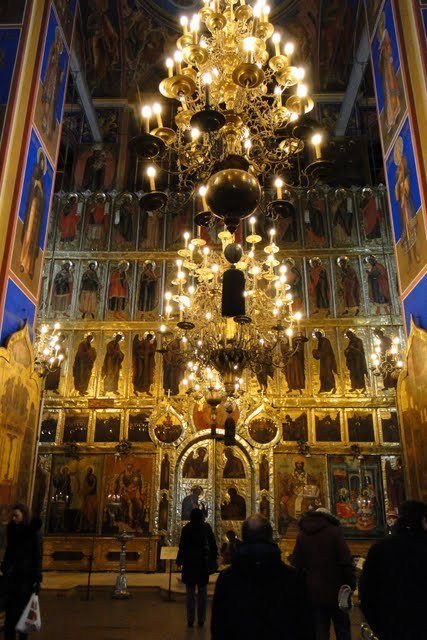
Иконостас
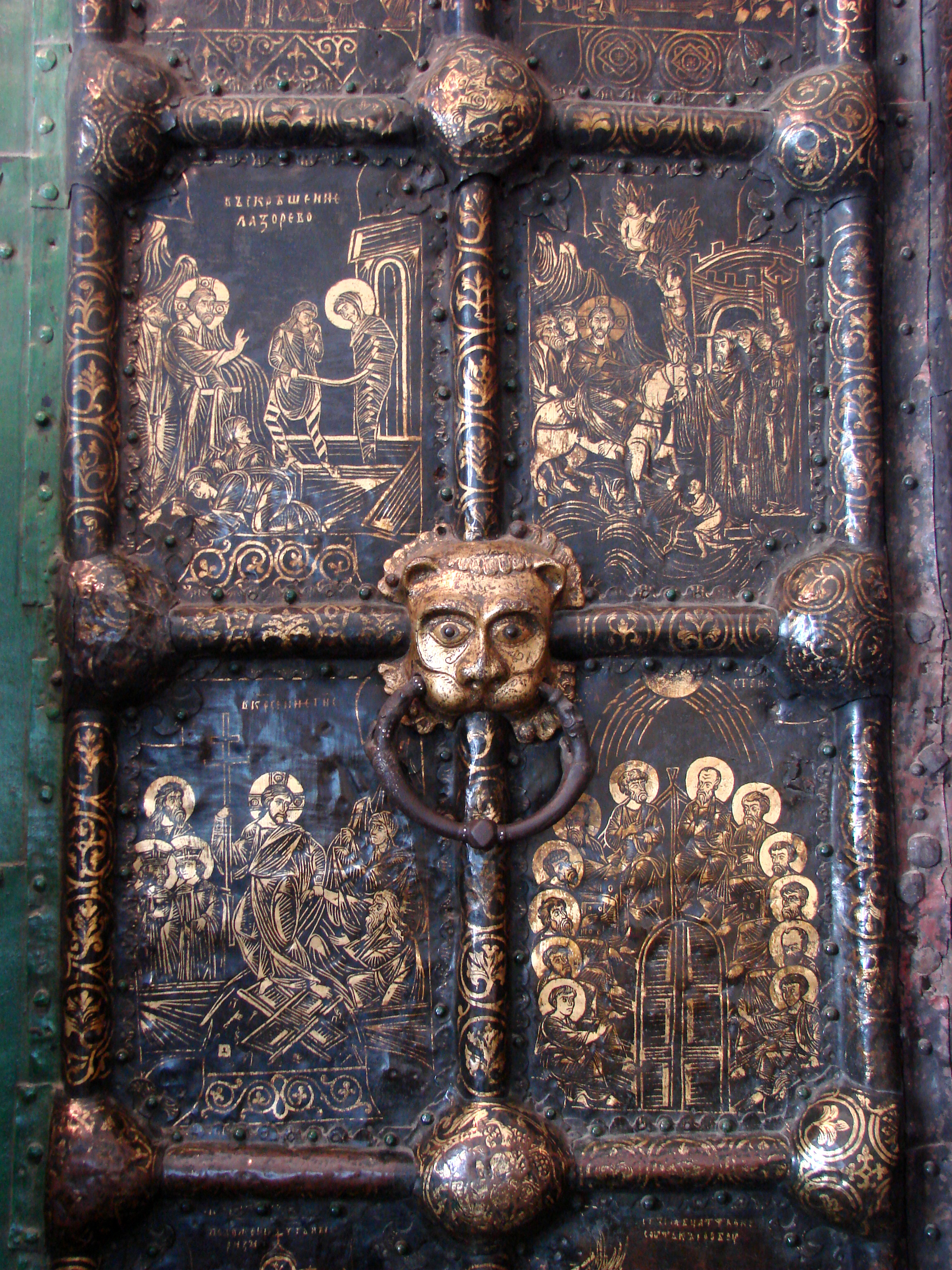
Западные врата (фрагмент)

## Современное положение

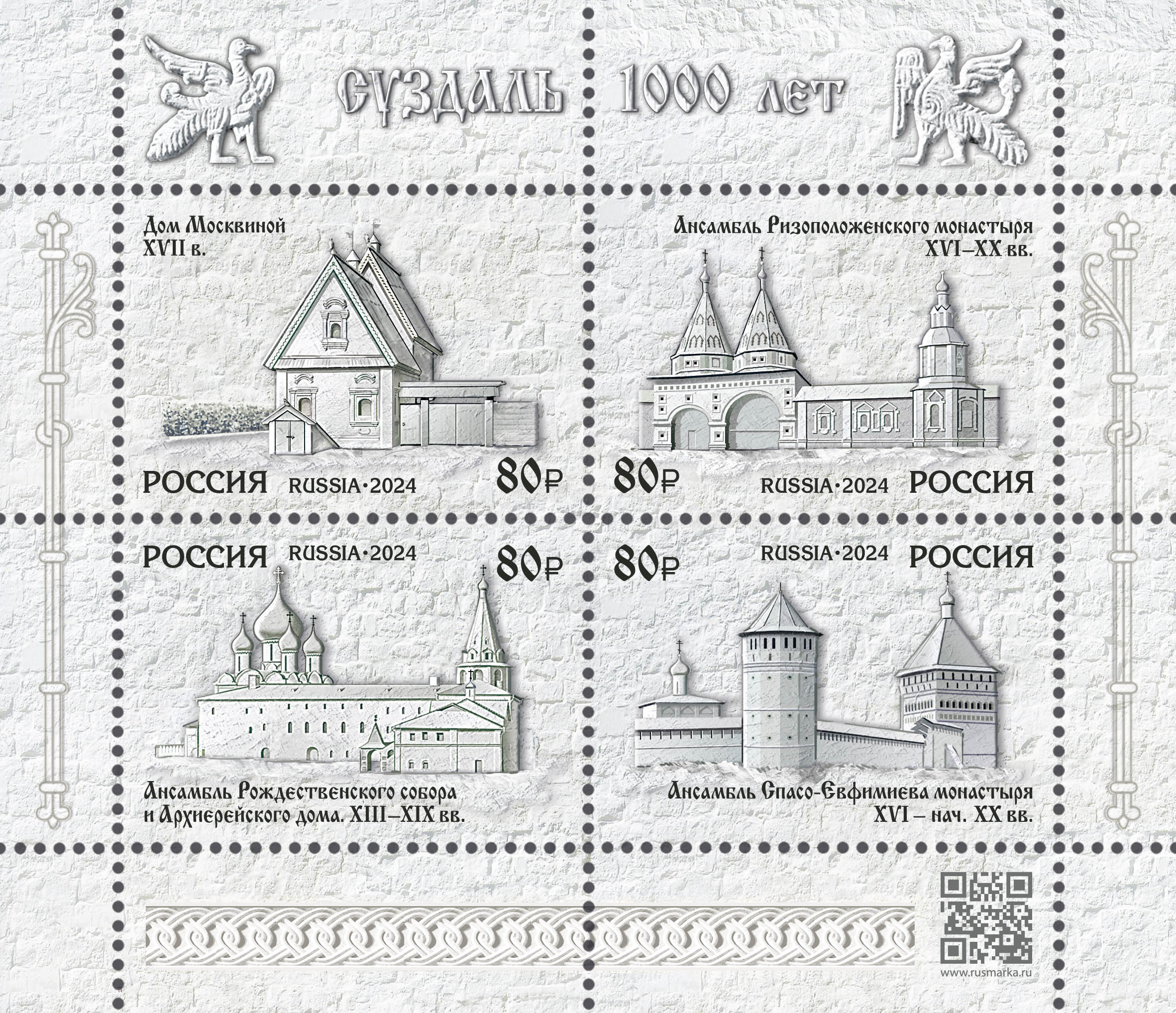
Квартблок марок Почты России, 2024 год

Рождественский собор входит с 1992 года в объект Всемирного наследия ЮНЕСКО под названием «Белокаменные памятники Владимира и Суздаля».
Первые торжественные богослужения в соборе прошли в 1991 году. В феврале 1992 года между Владимиро-Суздальским музеем-заповедником и Владимирской епархией Русской православной церкви было подписано соглашение о совместном использовании собора.